# Дверь в стене
Дверь в стене (англ. The Door in the Wall) — рассказ Герберта Уэллса, написанный в 1906 году. Место действия рассказа — Англия конца XIX и начала XX веков. Рассказ относится к гуманитарной и философской фантастике. Впервые опубликован в 1906 году в журнале Daily Chronicle, в 1911 году дал название сборнику Уэллса «Дверь в стене и другие рассказы».

## Сюжет
Оригинальный рассказ состоит из четырёх частей. В некоторых переводах на русский язык небольшая по размеру четвёртая часть объединена с третьей, без потери текста.
Повествование идёт от лица рассказчика, некоего Роджерса, которому рассказал эту историю его старый приятель по колледжу Лионель Уоллес.

### Часть первая
История началась, когда Лионелю Уоллесу было пять лет. На прогулке он вышел со двора и бродил по улицам Лондона, пока не наткнулся на высокую белую стену с зелёной дверью в ней. Перед дверью лежали свежие зелёные листья, хотя стояла осень. Дверь одновременно манила и пугала; после долгих колебаний Уоллес решился открыть её и вошёл.
Он очутился в прекрасном саду, простиравшемся во все стороны до горизонта. Сад был полон удивительных животных, в нём гуляли приветливые и дружелюбные люди. Дети, с которыми он тут же подружился, с удовольствием играли с ним. Мальчика охватило ощущение радости, довольства и счастья, которое, казалось, было в самом воздухе этого сада; у него появилось чувство, что он наконец-то вернулся домой. Он тут же забыл о своей прежней жизни, родителях, обязанностях, дисциплине и страхах.
Затем появилась женщина, она увела мальчика от играющих и показала ему чудесную книгу, на страницах которой Уоллес увидел все события, что произошли в его жизни с рождения и до момента, когда он оказался перед зелёной дверью. Ему захотелось увидеть, что написано в книге дальше. Женщина сначала не позволяла ему это сделать, но затем уступила. Перевернув страницу, мальчик увидел лондонскую улицу и себя, плачущего, на ней. В следующий момент он понял, что действительно стоит на лондонской улице; он хотел вернуться в сад, но стены с дверью не было.
Мальчик расплакался, полисмен отвел его домой. Его рассказу о случившемся не поверили, отец впервые побил его за ложь. Лионелю запретили говорить о саде и даже отобрали книги со сказками, сказав, что у него и так «слишком живое воображение». Сначала он очень страдал и постоянно мечтал вернуться в сад, но со временем привык к мысли, что его приключение было только сном.

### Часть вторая
Когда Уоллес учился в школе, они с приятелями часто играли в «Северо-западный проход»: нужно было выйти из дома в школу на 10 минут раньше, свернуть с привычной дороги, чтобы оказаться в незнакомом месте, и оттуда найти дорогу в школу, не опоздав к началу занятий. Однажды во время такой игры Уоллес наткнулся в переулке на белую стену и зелёную дверь в ней, точно такие же, как те самые, в детстве. Ему очень хотелось войти в дверь, но он побоялся опоздать в школу и решил, что вернётся позже.
Уоллесу никак не удавалось вернуться к стене с дверью, его постоянно что-то отвлекало, при этом он всё время думал о чудесном саде. Не в силах держать это в себе, он рассказал тайну одному из соучеников, а тот разболтал всё компании, в которой они общались. От Уоллеса потребовали доказать свои слова: отвести всю компанию к стене и двери. Он чувствовал, что ничего не выйдет, но вынужден был подчиниться. На месте, которое он запомнил, не было ни стены, ни двери, ни сада. Уоллеса побили. После этого он много раз в одиночку искал волшебную дверь, но так и не нашёл.

### Часть третья
В третий раз Уоллес увидел дверь в сад в 17 лет, когда ехал на вступительный экзамен в университет: дверь мимолетно появилась за окном кеба. Первым побуждением было броситься к двери, Уоллес крикнул кебмену остановиться, но подумал, что опоздание на экзамен поставит под удар его будущую карьеру, и распорядился ехать дальше. Уоллес успешно сдал экзамен и даже получил за это редкую похвалу отца, но остался в сомнении: стоила ли будущая карьера такой жертвы?
Уоллес учился, затем делал карьеру, достиг немалых успехов. Он неоднократно встречал на своём пути зелёную дверь, но так и не вошёл в неё: он был молод, активен, старался брать от жизни всё, и на фоне реальности детские воспоминания о волшебном саде и чудесных играх уже не казались столь манящими; к тому же каждый раз, когда он видел дверь, он куда-то спешил.
К сорока годам Уоллес уже почти всего добился, стал уставать от жизни и терять к ней интерес. Чудесная дверь время от времени встречалась ему, но всё реже. Уоллес клялся себе, что в следующий раз непременно войдет в дверь, но так и не сделал этого, снова и снова находя причины для спешки. В последний раз ему пришлось выбирать между дверью и беседой с человеком, от которого зависело, войдёт ли Уоллес в правительство: Уоллес снова выбрал дела, и с тех пор дверь перед ним больше не появлялась.

### Часть четвёртая
Уоллес говорит рассказчику, что чувствует: дверь уже больше не появится на его пути. Следующим вечером он отправляется со службы домой пешком. Утром его находят мёртвым в глубокой строительной траншее. Траншея была обнесена высоким забором, но дверь в нём, предназначенную для рабочих, на ночь по недосмотру оставили незапертой. Всё выглядит как заурядный несчастный случай: Уоллес в темноте или ошибся дорогой, или принял незапертую дверь в заборе за «свою» зелёную дверь; вошёл в неё и упал в траншею. Но рассказчик выражает надежду, что таким образом Уоллес все-таки попал туда, куда стремился. Рассказ заканчивается словами: «Но кто знает, что ему открылось?».

## Переводы на русский язык
На данный момент известно как минимум шесть переводов рассказа на русский язык:
- В. Готовцев (Калитка в стене), 1918
- С. Займовский (Калитка в стене), 1935
- М. Михаловская (Дверь в стене), 1956
- Б. Каминская (Дверь в стене), 1977
- Н. Михайловская (Дверь в стене), 1992
- Е. Пучкова (Дверь в стене), 2014

## Экранизации
В 1990 году на студии Союзтелефильм по рассказу был создан одноименный короткометражный мультфильм, режиссер Борис Акулиничев.